# فردریک راسل برنهام
فردریک راسل برنهام (Frederick Russell Burnham) (۱۱ مه ۱۸۶۱ – ۱ سپتامبر ۱۹۴۷) پیشاهنگ و جهانگرد ماجراجوی آمریکایی بود. او به دلیل خدماتش به شرکت بریتانیایی آفریقای جنوبی و ارتش بریتانیا در مستعمره آفریقا و به دلیل آموزش صنایع چوبی به رابرت بی‌دن پاول در رودزیا، شناخته شده‌است. او به الهام بخشیدن به تأسیس جنبش بین‌المللی پیشاهنگی کمک کرد.

## اوایل زندگی
برنهام در ۱۱ مه ۱۸۶۱ در یک منطقه اختصاصی برای سرخ‌پوستان داکوتا سیوکس در مینه‌سوتا، در خانواده‌ای مبلغ مذهبی که در نزدیکی شهر کوچک جدید تیوولی (اکنون از بین رفته)، در ۲۰ مایلی (۳۲ کیلومتری) منکیتو، به‌دنیا آمد. پدرش، کشیش ادوین اتوی برنهام، یک کمک کشیش پروتستان بود که در نیویورک تحصیل کرده و منصوب شده بود. او در گنت، کنتاکی متولد شد. مادرش، ربکا راسل برنهام، اکثر کودکی‌اش را در آیووا گذراند و در سه سالگی همراه با خانواده‌اش از وست مینستر انگلستان مهاجرت کرده بود. در جنگ ۱۸۶۲ داکوتا، رئیس کلاغ کوچک و جنگجویان سیوکس به شهر همجوار نیو اولم، مینه‌سوتا حمله کردند. پدر برنهام در آن زمان برای خرید مهمات در مانکاتو بود، بنابراین وقتی مادر برنهام سیوکس را دید که با لباس جنگی به کابین او نزدیک می‌شود، می‌دانست که باید آنجا را ترک کند و هرگز نمی‌تواند در حال حمل نوزادش، فرار کند. او فردریک را در سبدی از پوسته‌های سبز ذرت در مزرعه ذرت، پنهان کرد و برای زندگی خودش، فرار کرد. هنگامی که حمله سیوکس دفع شد، او برگشت و متوجه شد که خانه آنها سوخته‌است، اما بچه، فردریک سالم بود و در سبد با پوسته‌های ذرت به خواب عمیق فرورفته بود.
برنهام جوان در مدارس آیووا تحصیل کرد. در آنجا با بلانش بلیک آشنا شد که بعدها با او ازدواج کرد.
برای چند سال بعد، برنهام به عنوان یک پیام‌رسان برای شرکت اتحاد تلگراف غرب، در کالیفرنیا و قلمرو آریزونا کار کرد.
در گلوب، آریزونا، برنهام قبل از شروع کشتار جمعی به‌طور ناخواسته به طرف بازنده جنگ دره دلپذیر پیوست و به سختی از مرگ نجات یافت. او هیچ سهمی در این دشمنی نداشت، اما به‌خاطر ارتباطش با خانواده گوردون، وارد درگیری شد. به محض شروع کشتار، او احساس کرد که مجبور است به عنوان تفنگدار مزدور، به یک جناح ملحق شود، اگرچه که او در سمت اشتباه قرار-گرفت. در میان یورش‌ها و تاخت و تازها، او بی‌وقفه با تپانچه خود تمرین می‌کرد. او تیراندازی را با هر دو دست و از پشت اسبی که در حال دویدن است، یادگرفت.
در این مدت او «با یک جوان خوب و سوارکار قوی به نام؛ کانسان آشنا شد که در یک حمله سرخ‌پوستان او را شناخته بود و قدرت او را بسیار تحسین می‌کرد.» کانسان جوان که یک ناظر بی‌وجدان معدن از او کلاه‌برداری کرده بود، نقشه‌ای داشت که گاوها و اسب‌های ناظر را جمع‌آوری و سرقت کند و آنها را به کرلی بیل (ویلیام بروسیوس)، یک یاغی که به‌طور غیرمستقیم با او در تماس بود، بفروشد. هر دو مرد در آن زمان شکست خورده بودند و کار آسان به نظر می‌رسید. اما برنهام همیشه زندگی به عنوان یک دزد را رد کرده بود و حتی به عنوان یک فرد تحت تعقیب، خود را یک جنایت‌کار نمی‌دید. برنهام متوجه شد که اگرچه برای کمک به دوستانش به دشمن پیوسته‌است، اما اشتباه کرده‌است که «انتقام گرفتن فقط منجر به انتقام بیشتر و حتی بی‌عدالتی بیش از آنچه در قوانین اغلب ناعادلانه اجرا شده در این سرزمین تحمیل شده‌است، می‌شود».
برنهام تصمیم گرفت، پیشنهاد کانسان جوان را رد کند (که نقشه‌اش را دنبال کرد و بعداً کشته شد) و اینکه او باید تونتو باسین را ترک کند. او یک مبارز شناخته شده جایزه در تمب استون و یکی از موفق‌ترین قاچاقچیان در امتداد مرز آریزونا- مکزیک بود. درگیری مسلحانه در ا.کی. کورال تنها چند ماه پیش از آن رخ داده بود، اما از آنجاییکه تمب استون یک شهر پررونق بود که معدن‌چیان نقره جدید را از همه قسمت‌ها استخراج می‌کردند، مکان آیده آلی برای مخفی شدن بود. برنهام چندین نام مستعار برای خود در نظر گرفت و گاهی برای مک‌لئود و شرکای قاچاقچی‌اش در سونورا، مکزیک، پیام می‌فرستاد. او بسیاری از ترفندهای ارزشمند را برای شناسایی نشدن، ارسال پیام‌های رمزگذاری‌شده و فرار از دست تعقیب‌کنندگان، از مک‌لئود آموخت.
برنهام سرانجام برای تحصیل در دبیرستان، به کالیفرنیا بازگشت، اما هرگز فارغ‌التحصیل نشد. او به آریزونا بازگشت و به عنوان معاون کلانتر شهرستان پینال منصوب شد، اما خیلی زود به گاوچرانی و اکتشاف بازگشت. پس از اینکه او به پرسکات، آیووا برای دیدار با معشوقه دوران کودکی خود؛ بلانچ رفت، باهم در ۶ فوریه ۱۸۸۴ ازدواج کردند. او ۲۳ ساله بود.
در طول دهه ۱۸۸۰، بخش‌هایی از مطبوعات آمریکا، این تصور را که غرب پیروز شده‌است و چیزی برای فتح در ایالات متحده باقی نمانده‌است، ترویج کردند.
در ۱۸۹۰، اداره سرشماری ایالات متحده به‌طور رسمی مرزهای آمریکا را بست و به سیستمی که براساس آن، زمین در قلمروهای غربی به صورت ارزان به پیشگامان فروخته می‌شد، پایان داد.
در سال ۱۸۹۳ به همراه همسر و پسر کوچکش عازم دوربان در آفریقای جنوبی شد و قصد داشت به پیشگامان رودز در ماتابل لند و ماشون لند بپیوندد.

## اواخر زندگی

### پس از جنگ
پس از بهبودی، برنهام مدیر دفتر لندن برای سندیکای وا، یک نهاد تجاری با منافعی در ساحل طلایی و مناطق همجوار در غرب آفریقا، شد. او در سال ۱۹۰۱ سفر سندیکای وا را از طریق ساحل طلایی و ولتای بالا رهبری کرد و به دنبال مواد معدنی و راه-هایی برای بهبود کشتیرانی رودخانه بود. میان سال‌های ۱۹۰۲ و ۱۹۰۴ او توسط سندیکای آفریقای شرقی، برای رهبری کردن یک سفر بزرگ اکتشاف مواد معدنی در مستعمره شرق آفریقا (کنیا)، استخدام شد. او که به‌طور گسترده در منطقه اطراف دریاچه رودلف (دریاچه تورکانا امروزی) سفر می‌کرد، دریاچه بزرگ سودا را کشف کرد.

### جنگ جهانی اول
در این دوره، برنهام یکی از ۱۸ افسر برگزیده رئیس‌جمهور سابق آمریکا، تئودور روزولت بود تا در سال ۱۹۱۷، کمی پس از ورود ایالات متحده به جنگ، یک لشکر پیاده‌نظام داوطلب را برای خدمت در فرانسه تشکیل دهد. طرحی برای پرورش سربازان داوطلب از غرب ایالات متحده که از جلسه باشگاه کوه راکی مستقر در نیویورک بیرون می‌آمدند. برنهام مسئول سازمان‌دهی عمومی و استخدام شد. کنگره به روزولت اختیار داد تا چهار لشکر مشابه راف رایدرز، اولین هنگ سواره نظام داوطلب ایالات متحده و گردان ۲۵ ارتش بریتانیا (مرزداران)، گارد پادشاهی را تشکیل دهد، با این حال رئیس‌جمهور وودرو ویلسون، به عنوان فرمانده کل قوا، از استفاده از داوطلبان روزولت خودداری کرد.
در طول جنگ جهانی اول، برنهام در کالیفرنیا زندگی می‌کرد و در ضد جاسوسی برای بریتانیا، فعال بود.

## زندگی شخصی
برنهام کوتاه قد بود. ۵ فوت و ۴ اینچ (۱٫۶۲ متر) اما او همچنین عضلانی و برنزه بود، آرواره‌ای مربعی شکل داشت. او ظاهری پسرانه داشت که در موارد متعدد از مزایای آن استفاده می‌کرد. بارزترین ویژگی او، استواری و چشمان آبی خاکستری‌اش بود.
برنهام سیگار نمی‌کشید و به ندرت الکل می‌نوشیدند، زیرا می‌ترسید این عادت‌ها به تیزی حس بویایی او آسیب برسانند. او راه‌هایی برای تمرین تمرکز ذهنی پیدا کرد، به جای خواب طولانی، چرت‌های قدرتی انجام می‌داد و مایعات بسیار کمی می‌نوشید. او این پرهیزها را انجام می‌داد برای اینکه هنگام جستجو یا سفر به جاییکه آب وجود ندارد، بتواند زنده بماند و خود را برای تحمل وحشتناک‌ترین خستگی‌ها، گرسنگی، تشنگی و زخم‌ها، تربیت کند.
برنهام در ۱ سپتامبر ۱۹۴۷ در سن ۸۶ سالگی بر اثر نارسایی قلبی در خانه خود در سانتا باربارا کالیفرنیا درگذشت. او در یک مراسم خصوصی در تری رورز، کالیفرنیا، در نزدیکی چراگاه گاو قدیمی خود، لاکستا، به خاک سپرده شد.

## ارجاعات
1. ↑  Davis 1906, p. 192.
2. ↑  West 1932, p. 49.
3. ↑  Illustrated London News 1902, p. 44.
4. ↑  The Times 1926, p. 10.
5. 1 2  Burnham 1926, pp. 1–2.
6. ↑  McClintock 1885, p. 692.
7. ↑  Burnham & n.d, p. 6.
8. ↑  Burnham 1926, p. 1.
9. ↑  Russell 1941, pp. 1–8.
10. ↑  Davis 1906, p. 197.
11. ↑  Burnham & n.d, p. 18.
12. ↑  Burnham 1926, p. 6.
13. ↑  Lott 1981, pp. 82–87.
14. ↑  Money 1962c, pp. 331–332.
15. 1 2  Money 1962c, pp. 331–336.
16. ↑  Burnham 1926, p. 27.
17. ↑  Burnham 1926, pp. 27–28.
18. ↑  Burnham 1926, pp. 27–31.
19. ↑  Burnham 1926, p. 31.
20. ↑  Money 1962, pp. 331–336.
21. 1 2  Money 1962c, pp. 331–633.
22. 1 2  International News Service 1915, p. 241.
23. ↑  Nash 1980, pp. 98–100.
24. ↑  West 1932, pp. 51–54.
25. ↑  New York Times 1901a, p. WF7.
26. ↑  Shippey 1930, p. A4.
27. ↑  Tough 1985, pp. 385–387.
28. ↑  AngloBoerWar 2013.
29. 1 2  New York Times 1917, p. 11.
30. ↑  Roosevelt 1917, p. 347.
31. ↑  Davis 1906, pp. 195–196.
32. ↑  Haggard 1926, Chapter XVII.
33. ↑  Lott 1977, p. 68.